# Comitê Nacional Armênio da América

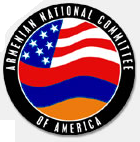
Logo da Comitê Nacional Armênio da América

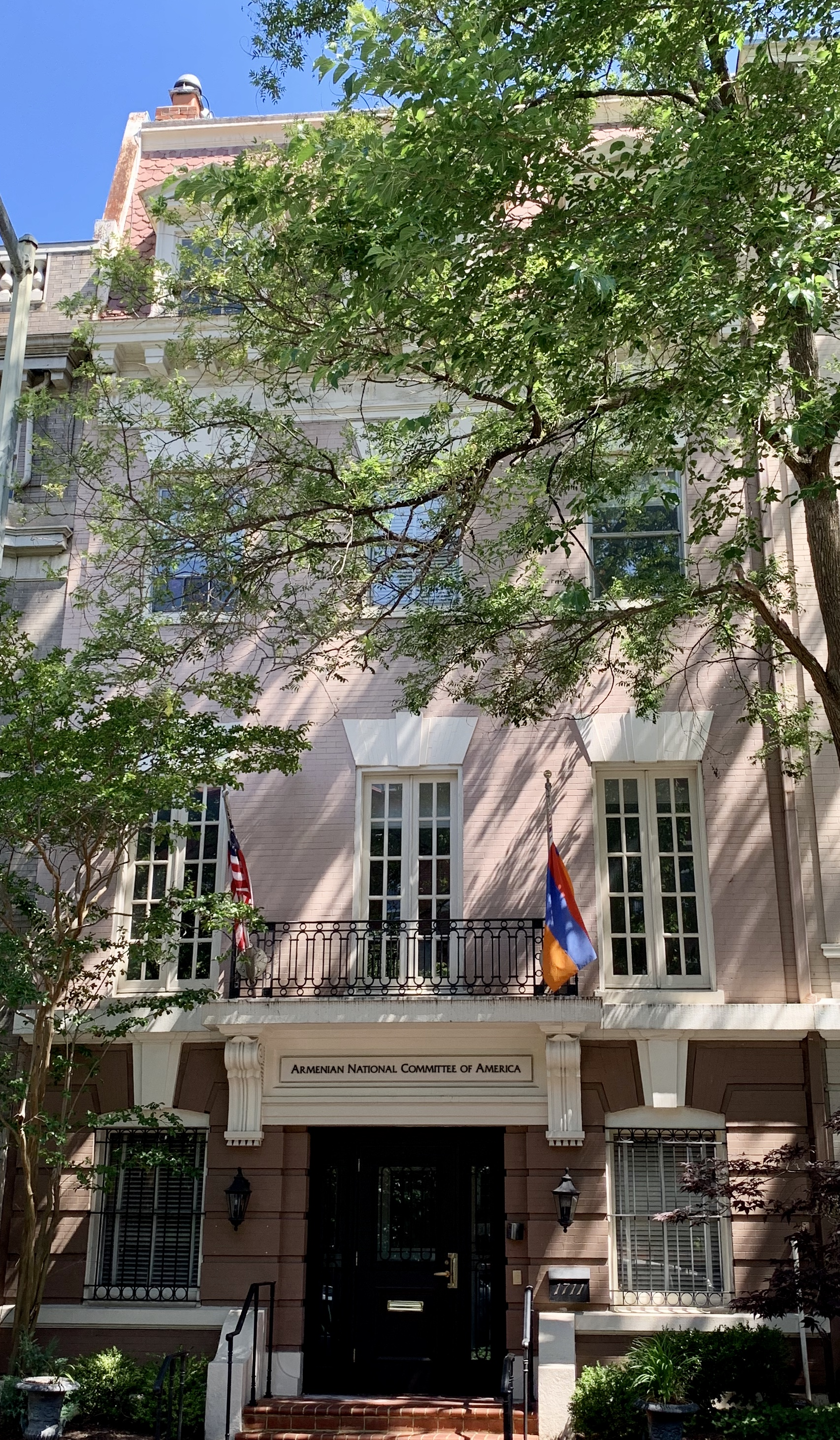
Sede da Comitê Nacional Armênio da América em Washington, D.C.

O Comitê Nacional Armênio da América (sigla em inglês: ANCA; em armênio: Ամերիկայի Հայ դատի յանձնախումբ; transl. Amerikayi Hay dati yandznakhumb) é a maior e mais influente organização em prol dos armênios nos Estados Unidos. Sua sede fica em Washington, D.C., e possui escritórios regionais em Glendale, Califórnia, e Watertown, Massachusetts. Trabalha em coordenação com uma rede de escritórios, grupos e simpatizantes de todo o país e organizações filiadas em todo o mundo, o ANCA veicula as preocupações da comunidade arménia-americana sobre um vasto leque de questões. 

## História
A ANCA foi fundada como ACIA (sigla para American Committee for the Independence of Armenia) em 1918 e depois como ANCA em 1941. A ANCA é uma consequência do Comitê Americano para a Independência da Armênia (ACIA), que foi fundado após a Primeira Guerra Mundial por Vahan Cardashian, o ex-cônsul do Império Otomano em Washington. Muitos líderes americanos e aliados proeminentes, incluindo James Watson Gerard, o embaixador dos EUA na Alemanha, o senador Henry Cabot Lodge, Charles Evans Hughes (mais tarde nomeado presidente da Suprema Corte dos EUA), Elihu Root e outros participaram desta organização. O objetivo da ACIA era a Armênia Wilsoniana independente. A ACIA tinha um escritório central na cidade de Nova York e 23 escritórios regionais em 13 estados.
Mais tarde, estes escritórios evoluíram gradualmente para o Comitê Nacional Armênio da América, que expandiu as suas atividades para incluir esforços de relações públicas para familiarizar as comunidades locais sobre as questões armênias, incluindo o genocídio armênio e as aspirações nacionais armênias. Outras atividades incluíram atividades de comemoração do 24 de abril, fóruns públicos, esforços de recenseamento eleitoral, apoio a candidatos políticos locais e estaduais e atualização da comunidade local sobre questões armênias.
A ANCA atua em diversas áreas de atuação política e educacional, incluindo:
- iniciar a legislação sobre questões de interesse para a comunidade armênio-americana, como o fortalecimento da Armênia como um estado seguro, próspero e democrático; apoiar o direito de Alto Carabaque à autodeterminação e à independência dentro de fronteiras seguras; etc.
- participação no processo eleitoral americano nos níveis federal, estadual e local, educando as autoridades eleitas sobre questões armênio-americanas e fornecendo aos eleitores armênio-americanos informações atualizadas sobre as posições dos candidatos sobre as preocupações armênio-americanas.
- publicação de depoimentos do Congresso, documentos de posição, comunicados à imprensa, fichas informativas e boletins regionais.

## 1990 - 1999
Desde o início da década de 1990, a ANCA defende a Secção 907 da Lei de Apoio à Liberdade, que restringe a ajuda ao governo do Azerbaijão.

## 2000 - 2009
A ANCA estava entre as principais organizações que apoiaram a Resolução 106 da Câmara dos EUA, que apelava aos Estados Unidos para reconhecerem o genocídio arménio cometido pelo Império Otomano durante a Primeira Guerra Mundial.

## 2010 - 2019
Em 25 de maio de 2017, a ANCA emitiu uma declaração contra o orçamento de Donald Trump, que cortaria 69,6% da ajuda à Armênia. A ANCA declarou: "Estamos preocupados com a proposta imprudente e equivocada de Trump de cortar a ajuda à Armênia."

## 2020 - atualidade
Após o escândalo da Câmara Municipal de Los Angeles em 2022, a ANCA declarou a seguinte resposta oficial:

"Como vítimas de genocídio e alvos de racismo sistêmico e de perseguição durante gerações com base na nossa identidade étnica e religiosa (incluindo uma campanha contínua de armenofobia patrocinada pelo Azerbaijão), a comunidade armênio-americana está perfeitamente familiarizada com os danos indescritíveis causados pela animosidade contínua contra qualquer grupo étnico ou racial. Los Angeles é o lar de uma população rica e diversificada de comunidades de todo o mundo que vieram para Los Angeles em busca de segurança, oportunidades e um lugar de pertencimento em uma cidade que se esforça para incluir todas as pessoas. Tais comentários não têm lugar na nossa cidade e, como moradores de Los Angeles, estamos ao lado de todas as comunidades na sua luta contínua contra o ódio, e devemos opor-nos incansavelmente a qualquer titular de cargo público que não se junte a esta luta com as suas palavras e ações." 
Para a eleição para prefeito de Los Angeles em 2022, a ANCA-WR endossou Karen Bass para prefeita. Em resposta, Bass declarou: 

"A comunidade armênia merece uma prefeita que priorize questões que muitas vezes são esquecidas. Nas últimas décadas, tenho trabalhado para responsabilizar o Azerbaijão e apoiar o povo de Artsakh. Lutei para combater o ódio anti-armênio, e assegurei que eu tivesse representação armênia em cargos seniores nos meus cargos eletivos. O trabalho que a ANCA-Região Ocidental faz é extremamente importante na luta pelos melhores interesses da comunidade armênia e como prefeita, prometo continuar a ajudar nessa luta." 
Após a vitória de Bass, Nora Hovsepian, presidente do conselho de administração da ANCA, foi nomeada para servir na equipe de transição.

## Liderança
O Presidente da ANCA é Raffi Hamparian. A equipe é composta pelo Diretor Executivo Aram Hamparian, pela Diretora de Comunicações Elizabeth S. Chouldjian, pelo Diretor de Assuntos Governamentais Raffi N. Karakashian, e pelo Diretor Financeiro Christopher Hekimian.